# Henrik 1. af Guise
Henrik 1., Hertug af Guise (fransk: Henri Ier, duc de Guise; født 31. december 1550, død 23. december 1588 i Blois) var en fransk adelsmand. Som leder af Den Katolske Liga i Den Franske Religionskrig (1562-98) var han en af initiativtagerne til Bartholomæusnatten 24. august 1572.
Henrik var ældste søn af Frans af Guise og Anna d'Este. Hans mormor var den franske prinsesse Renée af Frankrig, der var datter af kong Ludvig den 11.

## Liv
Henrik efterfulgte i 1563 sin far som Hertug af Guise. Han kæmpede mod tyrkerne i Ungarn i 1565, og ved sin hjemkomst blev han en af lederne for katolikkerne i i Den Franske Religionskrig. Han deltog i slaget ved Saint-Denis i 1567 og ved slaget i Jarnac og slaget ved Moncontour. Han faldt i unåde og fornærmede kongen, Karl den 9. i 1570 ved at fri til dennes søster, Marguerite af Valois. Det lykkedes ham dog at genoprette sin status ved hoffet, da han samme år giftede sig med grevinden af Eu, Catherine af Clèves (1548-1633). Den 24. august 1572 myrdede han huguenotlederen, Admiral Coligny (1519-72), og indledte dermed massakren på huguenotterne under Bartholomæusnatten. Han anså Coligny for at være arkitekten bag mordet på faderen, Frans af Guise, under indtagelsen af Orléans i 1563.
Henrik blev såret af skud i ansigtet under slaget ved Dormans den 10. oktober 1575. Han blev herefter kendt som "Le Balafré" (dansk: den arrede). 
I 1576 dannede han Den Katolske Liga (fransk: La Ligue catholique) for at holde det nye kongsemne, protestanten Henrik af Navarra, væk fra tronen. Formelt kæmpede han stadig for kongen, nu Henrik den 3., men ligaen arbejdede på at tage magten fra den svage konge. Det blev sagt, at Guise hævdede at nedstamme fra karolingerne og selv gik efter at blive konge. Dette førte til den del af religionskrigen, der har fået navnet  de tre Henrik'ers krig (1584–1588).
Da kongens bror, Frans af Anjou, døde i 1584, var der ingen tronfølger til den franske trone. Den nærmeste mandlige arving var da protestanten Henrik af Navarra. Det fik Henrik af Guise til at indgå en traktat (Joinville-traktaten) med den spanske konge Filip den 2. Iflg. denne traktat skulle arvekravet på kronen i stedet overføres til Henrik af Navarras farbror, Karl af Bourbon, der som kardinal var en solid katolik. Guise bekæmpede fortsat protestanterne med stort held, og han var i modsætning til Henrik den 3. i besiddelse af et stort politisk talent, og han havde stor folkelig støtte i de katolske områder. Kongen ønskede ikke Guises tilstedeværelse i Paris, men beordrede ham til at forblive i Champagne. Men Guise trodsede kongen og ankom til Paris den 9. maj 1588, hvor han blev tiljublet af folket. Det førte til et åbent oprør af hans støtter, hvor den kongelige autoritet blev udfordret ved den såkaldte Barrikadedag den 12. maj, og kongen blev tvunget til at flygte.
Den Katolske Liga kontrollerede nu Frankrig, og kongen var tvunget til at acceptere ligaens krav og udnævne Guise til hærfører for Frankrig. Men Henrik den 3. nægtede at blive behandlet som et rent nul af ligaen, og han besluttede sig for et dristigt modtræk. Den 23. december 1588 blev Guise kaldt til slottet i Blois for at møde kongen, og han blev straks ved ankomsten myrdet af kongens livvagter. Dagen efter blev også hans bror, Ludvig, kardinal af Guise, myrdet af kongens livvagter. Mordene vakte stor vrede hos Guiseslægten og dens allierede, og Henrik den 3. måtte flygte til Henrik af Navarra. Henrik den 3. blev selv myrdet året efter af en agent for den katolske liga.

## Børn
Han blev gift den 4. oktober 1570 i Paris med Catherine af Clèves (1548-1633), grevinde af Eu. I ægteskabet fødtes 14 børn:
- Charles, (1571-1640), hertug af Guise fra 1588
- Henri (1572-74)
- Catherine (1573), død ved fødslen
- Louis (1575-1621), kardinal af Guise, ærkebiskop i Reims
- Charles (1576), død ved fødslen
- Marie (1577-82)
- Claude (1578-1657), hertug af Chevreuse, gift med Marie af Rohan, datter af Hercule af Rohan, hertug af Montbazon
- Catherine (1579-?)(død ung)
- Christine (1580), død ved fødslen
- François (1581-82)
- Renée (1585-1626), abbedisse i Saint Pierre i Reims
- Jeanne (1586-1638), abbedisse i Jouarre
- Louise Marguerite (1588-1631), gift første gang 1605 med François af Bourbon-Conti (1558-1614), gift anden gang med François de Bassompierre
- François Alexandre (1589-1614) chevalier af Guise, ridder af Maltaordenen.

## Fodnoter
1. ↑  P.L. Müller: "Henrik af Guise"

 Der er for få eller ingen kildehenvisninger i denne artikel, hvilket er et problem. Du kan hjælpe ved at angive troværdige kilder til de påstande, som fremføres i artiklen.